# Geomyza tripunctata
Geomyza tripunctata är en tvåvingeart som beskrevs av Fallen 1823. Geomyza tripunctata ingår i släktet Geomyza och familjen gräsflugor. Arten är reproducerande i Sverige. Inga underarter finns listade i Catalogue of Life.

## Bildgalleri

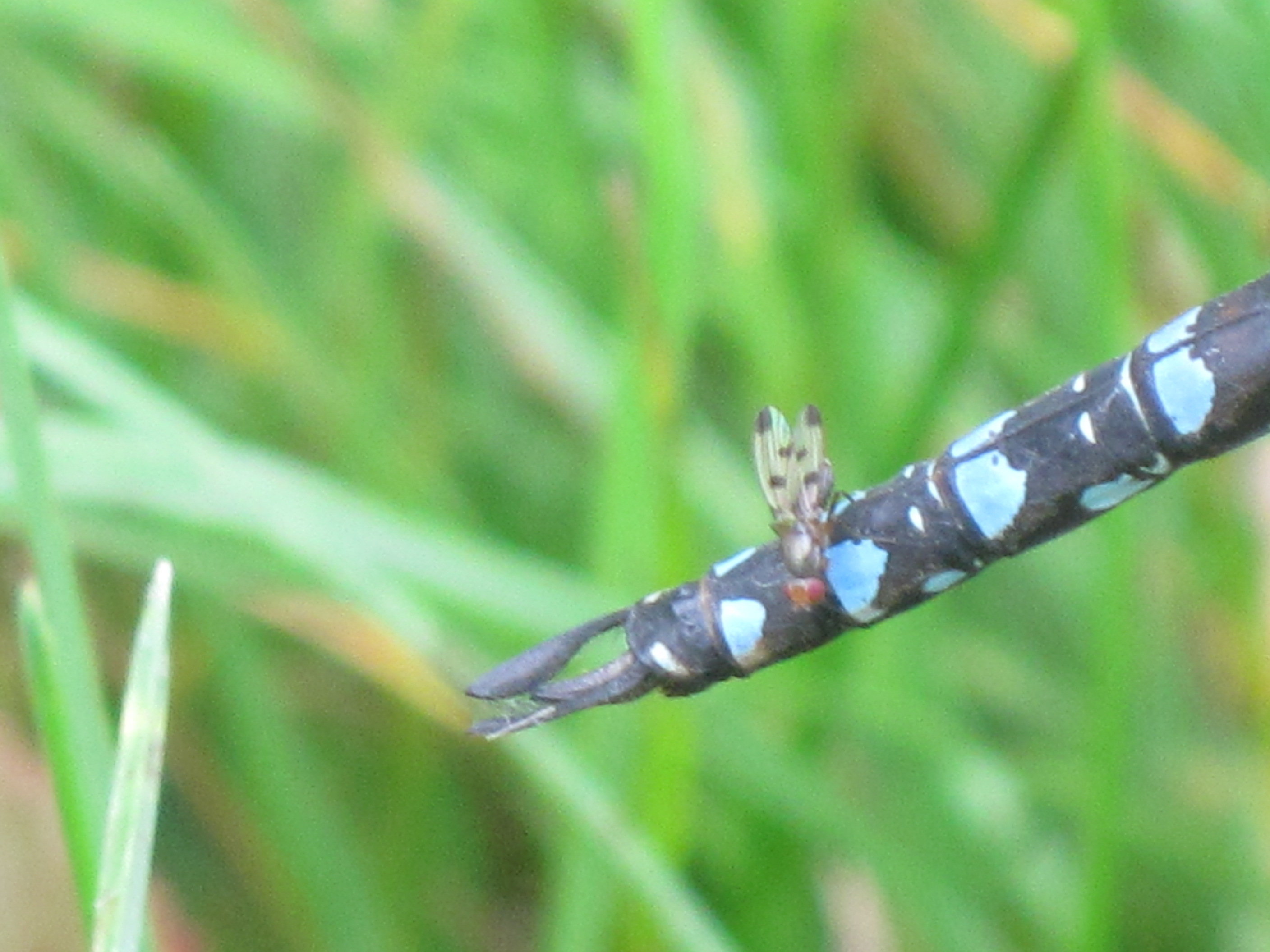
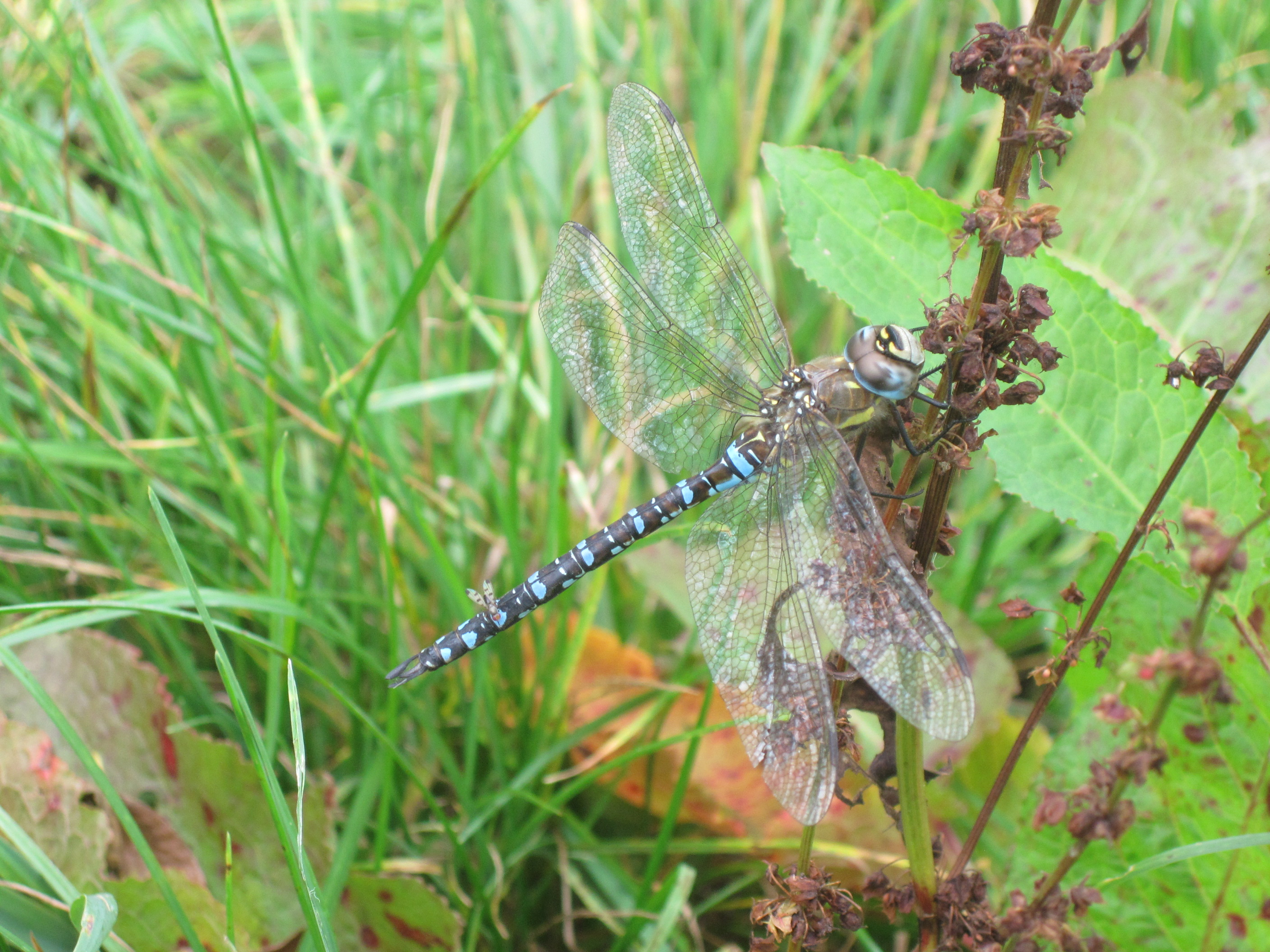
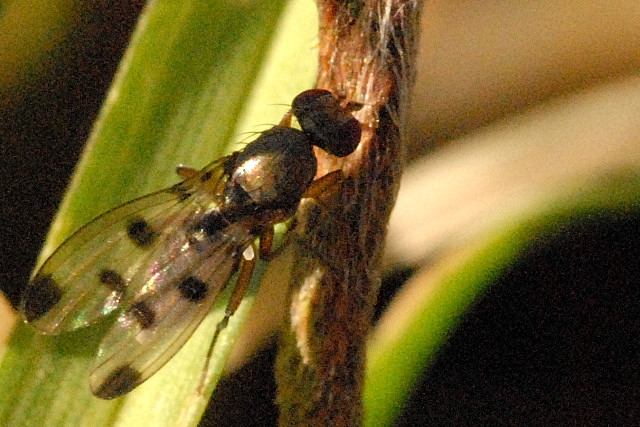
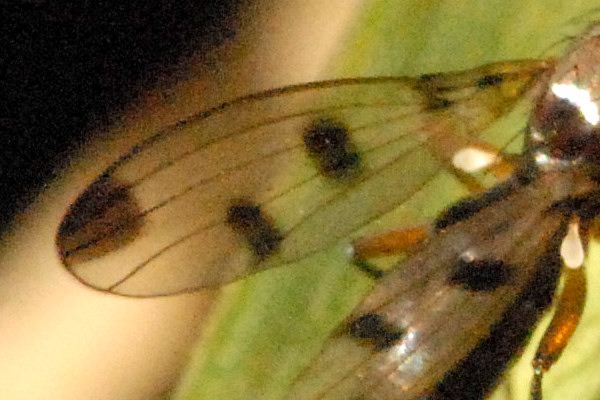
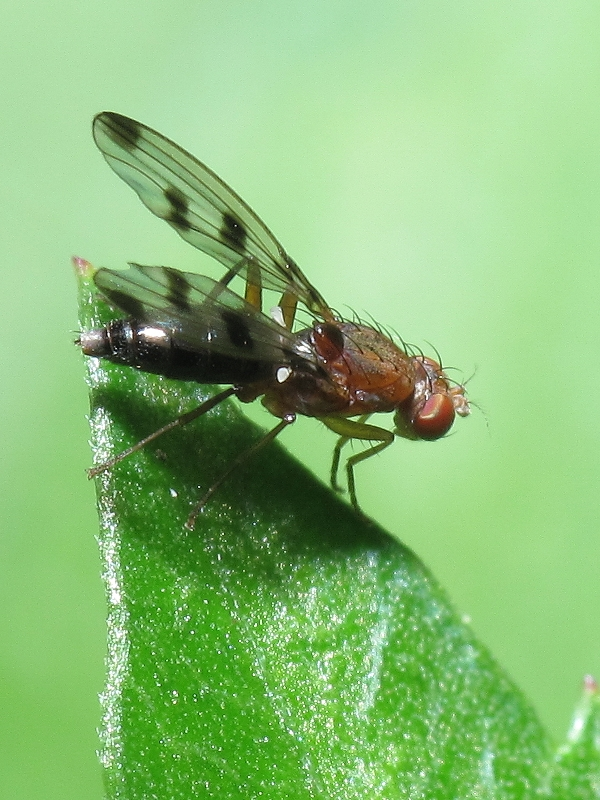